# Joachim Witt
Joachim Richard Carl Witt (Hamburgo, 22 de febrero de 1949), o simplemente Joachim Witt, es un músico y actor alemán. Es conocido por «Goldener Reiter», «Tri tra trullala (Herbergsvater)» y «Die Flut», un dueto con el músico synthpop Peter Heppner y que es su mayor éxito a la fecha, con más de 900.000 copias vendidas. A lo largo de su carrera a transitado por diversos estilos, siendo catalogado a menudo como un artista controvertido, pero a la vez, como uno de los "artistas alemanes más interesantes" y que "aún no ha encontrado su camino". Ha colaborado también con Apocalyptica, Oomph!, Angelzoom y Tilo Wolff.

## Discografía

### Álbumes de estudio
- 1980: Silberblick
- 1982: Edelweiß
- 1983: Märchenblau
- 1985: Mit Rucksack und Harpune
- 1985: Moonlinght Nights
- 1988: 10 Millionen Partys
- 1992: Kapitän der Träume
- 1998: Bayreuth I
- 2000: Bayreuth II
- 2002: Eisenherz
- 2004: Pop
- 2006: Bayreuth III
- 2012: DOM
- 2014: Neumond
- 2015: ICH
- 2016: Thron
- 2018: Rübezahl
- 2020: Rübezahls Rückkehr

### Álbumes en vivo
- 2002: Live in der Berliner Philharmonie
- 2005: Live at Secret Garden 2005
- 2015: Wir
- 2019: Refugium